# Крепежная цепь

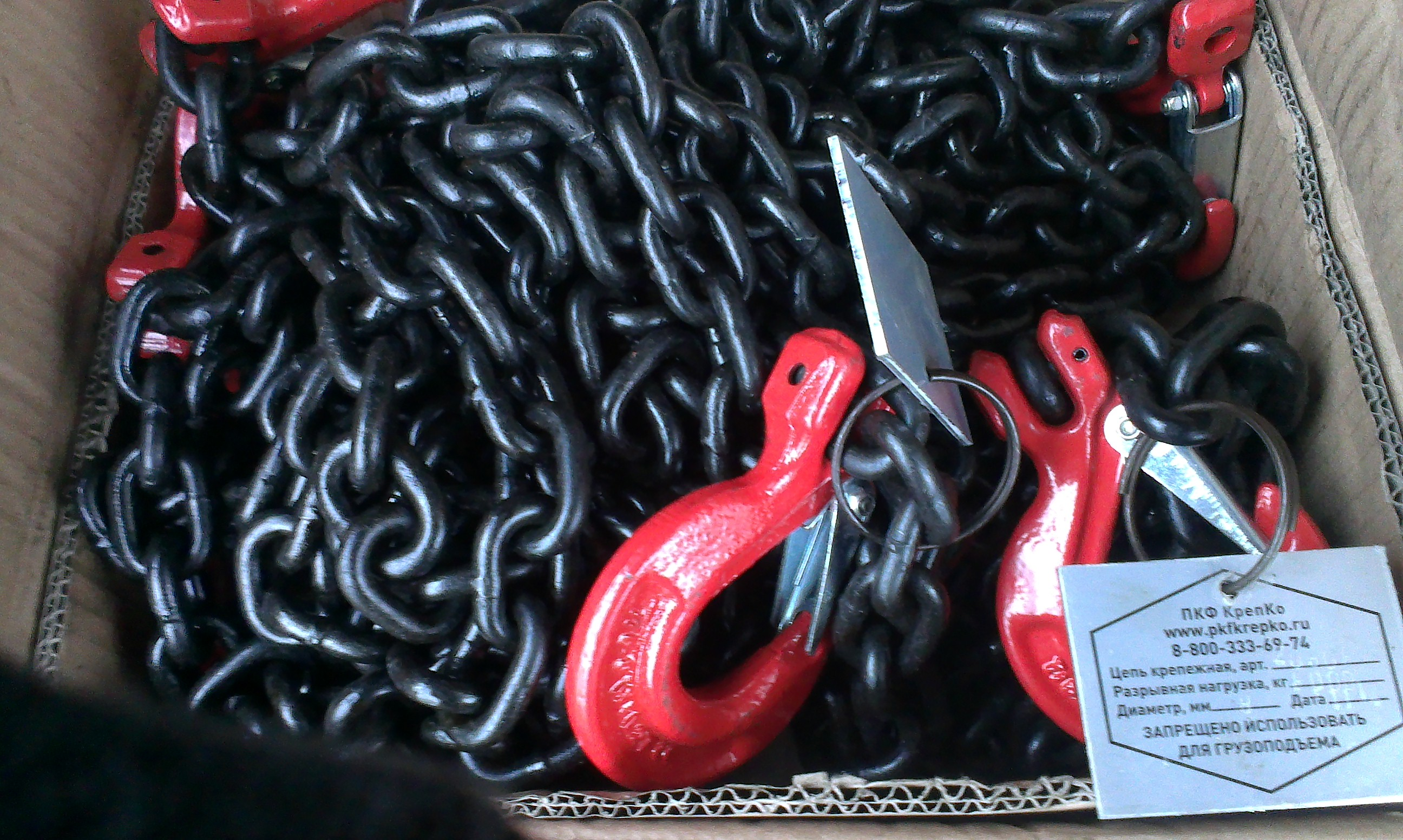
Крепежная цепь арт. AZ0808, разрывная нагрузка 8000кг, допустимая нагрузка 5600кг, рабочая - 4000кг. На фото представлена со стандартной биркой крепежных изделий.

Крепежная цепь — цепь, предназначенная для страховки грузов в ходе транспортировки и не предназначенная для подъема и перемещения изделий. В базовой комплектации крепежные цепи оснащаются двумя крюками на каждом из концов цепи. Используются в комплекте с цепными талрепами для максимального затягивания груза. Нельзя использовать для подъема грузов.

## Виды крепежных цепей
Существуют три основных разновидности крепежных цепей:
цепи, используемые для обеспечения безопасности перевозок
- на автомобильном и железнодорожном транспорте: полуприцепах, площадках;
- цепи, используемые для фиксирования в неподвижном состоянии леса при перевозке его на лесовозах и различных грузов во время движения судна;
- чокерные цепи для трелевки леса.

## Изготовление и использование

### в Европе и США
В Европе и США производство и продажа крепежных цепей регулируется законодательством. Федеральное Управление Безопасности Грузоперевозок, входящее в Министерство Транспорта США выпускает специальный бюллетень, регламентируешь требования к крепежным цепям, цепным натяжителям и способам их использования. Производством крепежных цепей в ЕС и США занимаются либо специализированные организации, либо крупные промышленные предприятия.

### в России
В России подобные законы отсутствуют, что дает возможность различным оптовым компаниям под видом настоящих крепежных цепей продавать грузоподъемные цепные стропы, использование которых для крепления техники запрещено в большинстве развитых стран, включая страны Европы и США.
Настоящие крепежные цепи в России производятся на основании ТУ 4173-001-01096367-2015. Объем российского рынка не позволяет крупным промышленным предприятиям наладить собственное производство крепежных цепей. В настоящий момент в России существуют только три специализированные компании, производящие крепежные цепи, соответствующие международным требованиям: Завод КрепЦеп, ПКФ Крепко, группа компаний «Цепи на трал».